# Nurislam Sanayev
Nurislam Sanayev (en kazajo: Нүрислам Санаев, nacido Artas Sanaa, en ruso: Артас Санаа; Chadán, URSS, 9 de febrero de 1991) es un deportista kazajo de origen tuvano que compite en lucha libre.
Participó en dos Juegos Olímpicos de Verano, en los años 2016 y 2021, obteniendo una medalla de bronce en Tokio 2020, en la categoría de 57 kg.
Ganó dos medallas en el Campeonato Mundial de Lucha, plata en 2018 y bronce en 2019, y dos medallas en el Campeonato Asiático de Lucha, oro en 2018 y bronce en 2017.
Nació en la República de Tuvá, pero reside en Kazajistán, y antes de los Juegos de Río de Janeiro 2016 obtuvo la nacionalidad kazaja, se convirtió al Islam y cambió su nombre. Estudió Derecho en la Universidad Nacional Kazaja Al-Farabi de Almaty.

## Palmarés internacional
| Juegos Olímpicos    | Juegos Olímpicos       | Juegos Olímpicos  | Juegos Olímpicos |
| Año                 | Lugar                  | Medalla           | Categoría        |
| ------------------- | ---------------------- | ----------------- | ---------------- |
| 2020                | Tokio (Japón)          | Medalla de bronce | 57 kg            |
| Campeonato Mundial  |                        |                   |                  |
| Año                 | Lugar                  | Medalla           | Categoría        |
| 2018                | Budapest (Hungría)     | Medalla de plata  | 57 kg            |
| 2019                | Nursultán (Kazajistán) | Medalla de bronce | 57 kg            |
| Campeonato Asiático |                        |                   |                  |
| Año                 | Lugar                  | Medalla           | Categoría        |
| 2017                | Nueva Delhi (India)    | Medalla de bronce | 57 kg            |
| 2018                | Biskek (Kirguistán)    | Medalla de oro    | 61 kg            |